# 북서셈어군
북서셈어군(Northwest Semitic languages)은 셈어파에 속하는 어군 중 하나로, 주로 레반트 지역에서 역사적으로 사용된 언어들로 이루어진다. 청동기 시대에 나타나 아모리어가 처음 기록된 이후 후기 청동기 시대부터는 우가리트어로 정연한 기록들이 나타나기 시작하며, 청동기 시대가 무너지고 철기 시대에 들어서며 차례로 고대 아람어, 히브리어가 역사에 등장하였다.
아랍어와 비교적 가까운 관계로 보여 많은 학자들이 함께 중앙셈어군으로 묶는다. 한편 현대 언어를 다루는 에스놀로그에서는 북서셈어군이라는 분류를 받아들이지 않고, 오히려 아랍어와 가나안 제어를 서로 묶으며 따로 떨어진 아람어와 함께 중앙셈어군을 이룬다고 분류하고 있다.
현존하는 북서셈어군은 크게 아람어와 가나안 제어로 나뉘며, 과거에 사멸한 고대 북아라비아어, 아모리어(우가리트어) 등은 분류가 불확실하다. 아람어는 여러 언어변이형으로 더 자세히 나뉘고, 가나안 제어의 주요 언어는 히브리어이다.

## 같이 보기
- 아람어
- 가나안 제어